# Tripteroides vicinus
Tripteroides vicinus är en tvåvingeart som först beskrevs av Edwards 1914.  Tripteroides vicinus ingår i släktet Tripteroides och familjen stickmyggor. Inga underarter finns listade i Catalogue of Life.